# Benguellia
Benguellia, monotipski biljni rod iz porodice usnača. jedina vrsta je angolski endem B. lanceolata. Rod je opisan 1931. i u njega je smještena samo jedna vrsta izdvojena iz roda Orthosiphon.
Rod je smješten u podtribus  Ociminae, dio tribusa Ocimeae, potporodica Nepetoideae.

## Sinonimi
- Orthosiphon lanceolatus Gürke; Warb. Kunene-Sambesi Exped. 360 (1903)